# Primera dama (telenovela colombiana)
Primera dama es una telenovela colombiana producida y transmitida por Caracol Televisión en el año 2010. adaptación de la telenovela chilena Primera Dama de Canal 13. Esta protagonizada por Carina Cruz, Christian Meier y Javier Jattin. Además cuenta con las participaciones estelares de Kathy Sáenz y Jacqueline Arenal; y con la participación antagónica de Caleb Casas.

## Sinopsis
La telenovela narra la historia de Paloma, una joven de provincia que quiere convertirse Primera dama. Pero el amor que siente por Mariano, un atractivo director de teatro, le dificultará el camino para conseguir lo que quiere. Paloma logrará su objetivo.

## Producción
La producción es grabada en alta definición (HD) para el mercado internacional, con un gran nivel de diseño de arte y basado en el mundo de la política, cuyo mayor atractivo es su atípica protagonista. La dirección corre por cuenta de Andrés Marroquín y Germán Porras, con un grupo de 120 personas, en locaciones de Bogotá y exteriores cerca a Cartagena.

## Reparto
- Carina Cruz - Paloma Zamudio de Santander
- Javier Jattin - Mariano Zamora
- Christian Meier - Leonardo Santander
- Carlos Barbosa Romero - " Humberto"
- Kathy Sáenz - Ana Milena San Juan
- Paula Barreto - Luciana "Lucy" Cuadra
- Jacqueline Arenal - Estrella Soto
- Javier Delgiudice - Marcos Cruz
- María Luisa Flores - Paula Méndez
- Juan David Agudelo - Diego Santander San Juan
- Natalia Jerez - Cristina Santander San Juan
- Caleb Casas - Aníbal Urrutia
- Greeicy Rendón - Daniela Astudillo
- Emerson Rodríguez Gómez - Amaury Bello
- Jairo Camargo - Adolfo Fernández
- Alejandra Ávila - Sandra Burr
- Mijail Mulkay - Federico "Fede" Zamudio
- José Luis García - Ángel Astudillo
- Juan Carlos Campuzano - Editor El Diario
- Vanessa Blandón
- Martina García
- Claudia Rocío Mora
- Lina Tejeiro - "Nancy"

## Versiones
- Primera dama, telenovela de 2010 producida por Canal 13 de Chile,por Celine Reymond y Julio Milostich.